# トースト (競走馬)
トーストは、日本のサラブレッド競走馬である。のちに繁殖牝馬として、東京優駿優勝馬のラッキールーラを送り出した。

## 戦績

### 1961年
11月12日の新馬（東京競馬場、以下 東京）でデビューして4着。同月26日の新馬（東京）で初勝利を挙げた。その後、12月23日の40万円下（中山競馬場、中山）にも勝利した。

### 1962年
1月4日の4歳牝馬特別（中山）を勝って3連勝を飾った。1月21日の千葉4歳特別（中山）では後に桜花賞馬となるケンホウに敗れ2着に終わったが、2月17日のオープン（東京）を勝って西下し、3月18日のオープン（阪神競馬場、以下 阪神）では、後にオークス馬となるオーハヤブサに0.1秒差をつけ連勝。4月1日の桜花賞（阪神）では1番人気に支持されたが、ケンホウに2馬身半の差をつけられて2着に終わった。
その後はオークスを含めて4戦未勝利だったが、12月15日のオープン（中山）で騎手が山本勲から保田隆芳に替わり、9ヶ月ぶりに勝利した。

### 1963年
1月12日のオープン（中山）、同月27日のオープン（東京）をそれぞれ勝って3連勝したものの、その後は6戦未勝利に終わった。11月30日のオープン（中山）で久々に勝利した。

### 1964年
初戦は1月4日の金杯（現在の中山金杯、中山）で、6戦ぶりに保田隆芳が騎手を務めた。4番人気だったが、キングダンデイーに1馬身の差をつけて初の重賞勝ちを収めた。続く1月25日のオープン（東京）では騎手が久保田秀次郎に代わったが勝利した。その後また保田が騎手に戻り、1戦を挟んで2月23日の中山記念（中山）に出走し、ナスノニシキに1馬身半の差をつけて重賞2勝目を挙げた。その後は3戦していずれも敗れたが、5月17日のアルゼンチンジョッキークラブカップ（現在のアルゼンチン共和国杯、東京）では、芝2300mを2分22秒0のレコードタイムで走破し、カネツモルモツトに2馬身半の差をつけ、重賞3勝目を挙げた。6月7日の安田記念（東京）は8着に終わったものの、7月4日のオープン（東京）に勝利し、その後休養に入った。
秋初戦となる9月6日の京王杯オータムハンデキャップ（現在の京成杯オータムハンデキャップ、中山）は6着に終わったが、同月20日の毎日王冠（中山）ではウメノチカラをハナ差で下し、1番人気のヤマトキヨウダイを4着に沈めて4つ目の重賞勝ちを飾った。その後オープンを3戦2勝した後、新たに野平祐二を騎手に迎えて11月23日の天皇賞（秋）（東京）に出走したが、レコード勝ちしたヤマトキヨウダイに1馬身4分の1の差で2着に終わった。引退レースとなった12月27日の有馬記念（中山）も野平の騎乗となり、ここでもヤマトキヨウダイに敗れたものの、メイズイ（3着）、ウメノチカラ（4着）、ヒカルポーラ（5着）に先着する2着と健闘した。
上記の通り、大活躍となった1964年は、啓衆社賞の最優秀5歳以上牝馬と最良スプリンターの2つの受賞を果たした。

## 引退後
現役引退後は繁殖牝馬となり、上記の通りラッキールーラを送り出した。妹のフラワーウツドも重賞5勝を挙げ活躍した。

## 血統表
| トーストの血統（ブランドフォード系 / Swynford 4×5=9.38%、The Tetrarch 4×5=9.38%（母内）） | トーストの血統（ブランドフォード系 / Swynford 4×5=9.38%、The Tetrarch 4×5=9.38%（母内）） | トーストの血統（ブランドフォード系 / Swynford 4×5=9.38%、The Tetrarch 4×5=9.38%（母内）） | （血統表の出典）           | （血統表の出典） |
| 父 ハクリヨウ 1950 鹿毛                                                                   | 父の父*プリメロ Primero 1931 鹿毛                                                         | Blandford                                                                                 | Swynford                   | Swynford         |
| 父 ハクリヨウ 1950 鹿毛                                                                   | 父の父*プリメロ Primero 1931 鹿毛                                                         | Blandford                                                                                 | Blanche                    |                  |
| 父 ハクリヨウ 1950 鹿毛                                                                   | 父の父*プリメロ Primero 1931 鹿毛                                                         | Athasi                                                                                    | Farasi                     | Farasi           |
| 父 ハクリヨウ 1950 鹿毛                                                                   | 父の父*プリメロ Primero 1931 鹿毛                                                         | Athasi                                                                                    | Athgreany                  |                  |
| 父 ハクリヨウ 1950 鹿毛                                                                   | 父の母第四バツカナムビユーチー 1940 黒鹿毛                                                | *ダイオライト                                                                             | Diophon                    | Diophon          |
| 父 ハクリヨウ 1950 鹿毛                                                                   | 父の母第四バツカナムビユーチー 1940 黒鹿毛                                                | *ダイオライト                                                                             | Needle Rock                |                  |
| 父 ハクリヨウ 1950 鹿毛                                                                   | 父の母第四バツカナムビユーチー 1940 黒鹿毛                                                | バツカナムビユーチー                                                                      | *シアンモア                | *シアンモア      |
| 父 ハクリヨウ 1950 鹿毛                                                                   | 父の母第四バツカナムビユーチー 1940 黒鹿毛                                                | バツカナムビユーチー                                                                      | 第三ビユーチフルドリーマー |                  |
| 母 *フラワーワイン Flower Wine 1950 鹿毛                                                  | 母の父*ヴィノーピュロー Vino Puro 1934 栗毛                                               | Polemarch                                                                                 | The Tetrarch               | The Tetrarch     |
| 母 *フラワーワイン Flower Wine 1950 鹿毛                                                  | 母の父*ヴィノーピュロー Vino Puro 1934 栗毛                                               | Polemarch                                                                                 | Pomace                     |                  |
| 母 *フラワーワイン Flower Wine 1950 鹿毛                                                  | 母の父*ヴィノーピュロー Vino Puro 1934 栗毛                                               | Vainilla                                                                                  | San Jorge                  | San Jorge        |
| 母 *フラワーワイン Flower Wine 1950 鹿毛                                                  | 母の父*ヴィノーピュロー Vino Puro 1934 栗毛                                               | Vainilla                                                                                  | Verona                     |                  |
| 母 *フラワーワイン Flower Wine 1950 鹿毛                                                  | 母の母Mimosa 1937 黒鹿毛                                                                  | Royal Minstrel                                                                            | Tetratema                  | Tetratema        |
| 母 *フラワーワイン Flower Wine 1950 鹿毛                                                  | 母の母Mimosa 1937 黒鹿毛                                                                  | Royal Minstrel                                                                            | Harpsichord                |                  |
| 母 *フラワーワイン Flower Wine 1950 鹿毛                                                  | 母の母Mimosa 1937 黒鹿毛                                                                  | Bryonia                                                                                   | St.Germans                 | St.Germans       |
| 母 *フラワーワイン Flower Wine 1950 鹿毛                                                  | 母の母Mimosa 1937 黒鹿毛                                                                  | Bryonia                                                                                   | Briony F-No.13-c           |                  |